# 棘猿头蛤
棘猿头蛤是偏口蛤科偏口蛤属的一種。
根據台湾贝类资料库，棘猿头蛤的学名是 Reeve, 1847，而WoRMS認為這個物種是 Lamarck, 1819的異名；但根據賴景陽及歐陽盛芝於1996年出版的《澎湖群島的貝類調查報告》，這份報告紀錄「棘偏口蛤」的學名是 Reeve, 1847，而「偏口蛤」是台灣方面對中國大陸的「猿頭蛤」的稱謂；在台湾贝类资料库，的對應中文名稱是甘蔗猿頭蛤。

## 分佈
本物種分佈於中国大陆的福建莆田、廣東澳頭、阳江市闸坡镇、海南崖縣、西沙永興島及越南慶和省芽莊市的白鯨島（Dam Mon）和平順省的海岸，常栖息在潮间带至潮下带。